# صوفيا ميشيتنر
صوفيا ميشيتنر (بالعبرية: סופי מצ'טנר / סופיה מצטנר؛ ولدت في 4 ديسمبر 2000) عارضة أزياء إسرائيلية ومواجهة الحالي من ديور. في يوليو 2015 ، في سن 14 تم اختيارها لتكون وجه ديور. في أول عمل لها في مجال التصميم، افتتحت ميشيتنر عرض ديور هوت كوتور خريف شتاء 2015/2016 في أسبوع الموضة في باريس، وفي أكتوبر من نفس العام، افتتحت معرض ديور لربيع وصيف 2016 في أسبوع الموضة في باريس. تم تجديد عقدها السنوي الذي تبلغ قيمته مليون شيكل (حوالي 250,000 دولار أمريكي) مع ديور للعام الثاني في عام 2016.
في عام 2017 ، وقعت عقدًا إضافيًا للعمل مع شانيل. في عام 2017 ، سافرت إلى مارك جاكوبس، مياو ميو، ألكساندر ماكوين، موغلر، ستيلا مكارتني، سونيا ريكيل، إيلي ساب، كارل لاغرفيلد، فالنتينو، إتش آند إم،  بالإضافة إلى المشاركة في حملة إعلانية دولية لرالف لورين . في عام 2018 ، أصبحت رائدة في حملات توب شوب خريف/ شتاء 2018 و صيف/ ربيع 2019 الدولية. في عام 2019 ، قادت حملة تومي هيلفيغر صيف/ ربيع. 

## حياتها الشخصية
منذ عام 2017 ، كانت على علاقة بصديقها الإسرائيلي تومر تيلياس.

## روابط خارجية
- Sofia Mechetner على إنستغرام
- Sofia Mechetner  على فيسبوك.
- Sofia Mechetner on Roberto Model Management